# Convair B-36 Peacemaker
Convair B-36 Peacemaker (Конвер Б-36) — перший у світі бомбардувальник з міжконтинентальною дальністю польоту. Країна виробник — США. Неофіційна назва — «Миротворець» (англ. Peacemaker).
Для свого часу літак В-36 був унікальним інженерним досягненням в ца́рині літакобудування. Є найбільшим за розмахом крил бойовим літаком за всю історію авіації — 70,1 м (230 футів). Був найбільшим поршневим літаком з тих, що виготовлялися серійно.  В-36 мав найпотужніше артилерійське оборонне озброєння за всю історію авіації. B-36 був першим бомбардувальником, здатним доставляти будь-який вид ядерної зброї з арсеналу США всередині своїх чотирьох бомбових відсіків. З радіусом дії 16 000 км (10 000 миль) і максимальним корисним навантаженням 39 600 кг (87 200 фунтів), В-36 був здатний здійснити міжконтинентальний переліт без дозаправлення.
Конструктивно, був вільнонесним суцільнометалевим монопланом з верхнім розташуванням крила, оснащений шістьма поршневими двигунами, встановленими в мотогондолах на крилах, трилопатевими штовхальними гвинтами і триколісним складаним шасі з носовою колісною стійкою. Основні конструктивні особливості літака В-36 визначалися переважно вимогою отримання великої дальності польоту при досить великому корисному навантаженні.
В-36 пробув на озброєнні ВПС США менше десяти років і в другій половині 1950-х років був змінений літаком В-52.

## Історія
Початок робіт для створення «супербомбардувальника» В-36 можна віднести до перших місяців 1941 року. 11 квітня 1941 Повітряний корпус Армії США завершив і подав на розгляд авіаційній промисловості США специфікацію на майбутній міжконтинентальний бомбардувальник — рятівник батьківщини і демократії.
Спочатку Повітряний корпус Армії США бажав отримати на озброєння бомбардувальник, що має максимальну дальність польоту 19310 км на висоті 7620 м при крейсерській швидкості 443 км/год, максимальну швидкість на цій висоті 724 км/год із стелею над ціллю 13716 м. Для початку 1941 ці вимоги були вражаючими: наприклад, найкращий серійний дальній літак — бомбардувальник США В-17, що нещодавно надійшов на озброєння ВПС, мав, дальність польоту тільки 3220 км при значно менших значеннях швидкості та вантажопідйомності.
Новий літак характеризувався як міжконтинентальний бомбардувальник і призначався для ураження з американського континенту стратегічних цілей, розташованих на інших континентах, в межах практичного радіуса дії літака, який при зазначених умовах повинен був становити 6000-7000 км. При такому радіусі дії з'єднання бомбардувальників могли б вражати будь-який пункт на Європейському континенті, а за умови висунення їх на передові авіабази в Канаді, Алясці, Гавайських і Філіппінських островах, і будь-який пункт на Азійському континенті. Найбільша маса бомбового навантаження, згідно специфікації, визначалася в 32 660 кг при зменшеному радіусі дії. Крім зазначеного основного призначення, специфікація обумовлювала модифікацію базового літака в стратегічний фоторозвідник. Дещо пізніше були розроблені вимоги до модифікації літака в танкер для перевезення палива і масла, а також для заправки літаків паливом у польоті. У серпні 1941 р. початкові ідеї американських військових по новому «супербомбардувальнику» трансформуються в реальнішу ідею «10000-мильного, 10000-фунтового бомбардувальника», основні вимоги до якого були сформовані шляхом оцінок гіпотетичного літака-бомбардувальника, отриманого при збільшенні всіх розмірностей В-17 вчетверо. Максимальна дальність подібної машини повинна була бути 16 100 км, бойовий радіус дії з 4540 кг бомб — 6440 км, крейсерська швидкість — 386—483 км/год і стеля над ціллю — 12200 м.
Незабаром після видачі специфікації роботи над проєктом майбутнього бомбардувальника розпочали фірми Консолідейтед(Конвер), Боїнг, Дуглас і Нортроп. До жовтня місяця 1941 року було підготовлено ескізні проєкти фірм. Переможцем у цьому змаганні вийшла фірма Консолідейтед, що почала працювати над проєктом «супербомбардувальника», що отримав фірмову назву Консолідейтед Модель 35, у травні 1941 року. Консолідейтед пропонувала побудувати літак нормальної схеми з шістьма двигунами, розташованими на крилі, штовхаючими гвинтами і двокілевим хвостовим оперенням. 15 листопада 1941 року фірма отримує контракт на будівництво двох експериментальних літаків-бомбардувальників Моделі 35, які отримали офіційне позначення ХВ-36. Перший літак повинен був бути готовий у травні 1944 року, другий — до жовтня того ж року.

## Перший політ
8 серпня 1946 року екіпаж у складі 9 чоловік на чолі з льотчиком-випробувачем Б. Еріксоном підіймає ХВ-36 в перший політ, який тривав 37 хвилин. У першому польоті ХВ-36 мав злітну масу близько 90000 кг і заправку паливом близько 30000 л.

## Модифікації B-36
Серійне виробництво продовжувалось до 14 серпня 1954 року і перевищило початково намічений обсяг в 100 машин. Всього побудовано 383 літаки В-36. Крім двох експериментальних (ХВ-36 та YB-36) вироблялись наступні бомбардувальні (В-36) та розвідувальні (RB-36) варіанти:

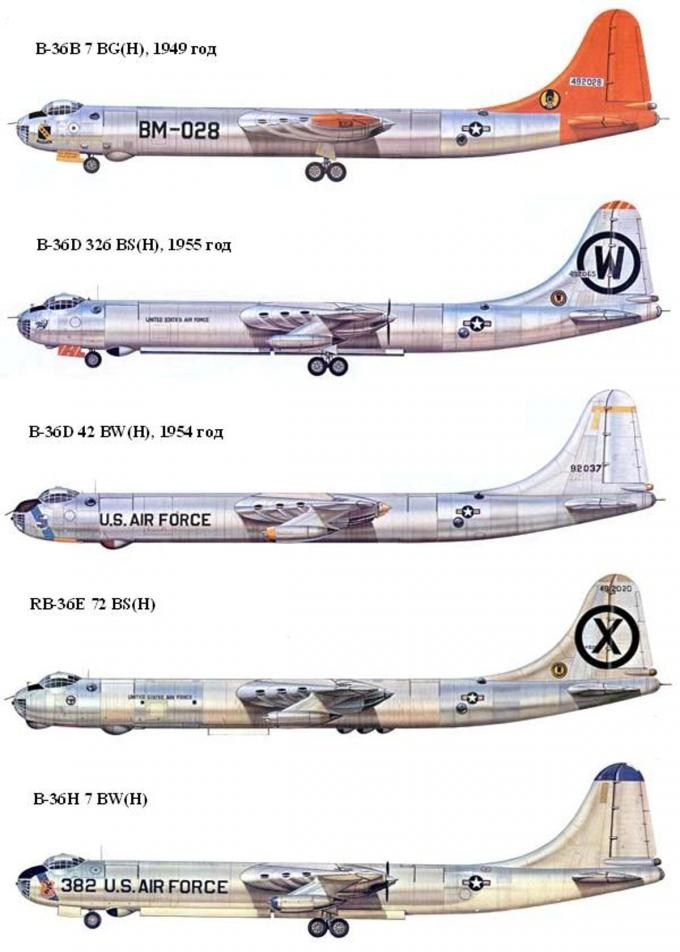
Модифікації B-36

В-36AПерша серійна модифікація з поршневим двигуном Pratt & Whitney R-4360-25 Wasp Major (побудовано 22 літаки).
В-36BПерша великосерійна версія з поршневим двигуном Pratt & Whitney R-4360-41 Wasp Major та прицілом Sperry K-1(побудовано 73 літаки, перший політ 8 липня 1948 року).
B-36CВаріант B-36A з поршневим двигуном Pratt & Whitney R-4360-51 VDT.
B-36DПерший з сімейства бомбардувальників В-36, обладнаний чотирма додатковими турбореактивними двигунами «Дженерал Електрик J47-GE-19» з тягою 2460 кг (побудовано 22 літаки, перший політ 23 березня 1949 року).
RB-36DСтратегічний розвідник. До складу екіпажу увійшли ще сім чоловік, що обслуговували 14 фотоапаратів(побудовано 17 літаків, перший політ 18 лютого 1949 року).
RB-36EРозвідувальний варіант бомбардувальника. Створений в січні 1950 року, на базі застарілих B-36А. На усі літаки встановили додаткові ТРД і змінили склад бортового устаткування. Як і на RB-36D, передній бомбовий відсік загерметизували і закріпили в ньому 14 фотоапаратів для різних видів аерофотознімання. Задній бомбовідсік залишився вільний для підвіски бойового вантажу. Прийнятий на озброєння в червні 1950 року.
B-36FМодифікація бомбардувальника, оснащена двигунами R-4360-53 з потужністю 3800 к.с. і чотирма ТРД J47. (побудовано 37 літаків, перший політ — листопад 1950 року).
RB-36FДвадцять чотири літаки B-36F, перероблені в розвідники. Відрізнялися збільшеним запасом палива в крильових баках. Впродовж 1953—1954 рр. 12 машин переробили відповідно до проєкту FICON, позначивши машини GRB-36F.(перший політ — 1951 року).
YB-36GДва літаки з реактивними двигунами і стріловидним крилом, конкуренти стратегічного бомбардувальника В-52. Будувалися на базі фюзеляжів від В-36F. На крилі підвішувалися вісім ТРД J57-P-3. Перший політ відбувся 18 квітня 1952 року. Відомі під іншим позначенням YB-60.
В-36НБомбардувальник з новим устаткуванням, носій термоядерної зброї. Почав серійно випускатись з квітня 1952 року. Всього побудовано 82 літаки.
RB-36HСтратегічний розвідник на базі В-36Н. Перший політ — грудень 1951 року. Всього побудовано 73 літаки.
NB-36H
Convair NB-36H — експериментальний літак з ядерним реактором на борту. Створений в 1955 році на базі літака В-36Н з серійним номером 51-5712, перший політ здійснений 17 вересня 1955 року. Основною метою проєкту був доказ можливості спорудження бомбардувальника з необмеженою дальністю і тривалістю польоту. У задній бомбовідсік В-36 встановили малогабаритний реактор фірми «Дженерал Електрик» — ASTR з водяним охолодженням і потужністю 1МВт. Кабіна екіпажа екранувалася від дії радіації листами свинцю. Вода, що охолоджувала реактор, проганялася насосами через активну зону, перетворювалася на пару і конденсувалася в радіаторах на бортах задньої частини фюзеляжу. 1957 року міністр оборони США заборонив польоти NB-36Н у зв'язку з їх високою потенційною небезпекою для цивільного населення.
B-36JОстання модифікація бомбардувальника. Висотний варіант літака. Перший літак злетів 3 вересня 1953 року. Побудовано 33 машини. Останній серійний літак переданий ВПС 14 серпня 1954 року. Для збільшення дальності польоту з літаків прибрали гарматні установки і скоротили екіпаж на дев'ять чоловік. Уздовж фюзеляжу могли підвішуватися додаткові паливні баки. B-36J останній раз піднявся в повітря 30 квітня 1959 року з авіабази Девіс Монтан, він летів на вічну стоянку в музей ВПС США.

## Тактико-технічні характеристики B-36B
- Розмах крила: 70,10 м
- Довжина: 49,40 м
- Висота: 12,2 м
- Площа крила: 443,30 м²

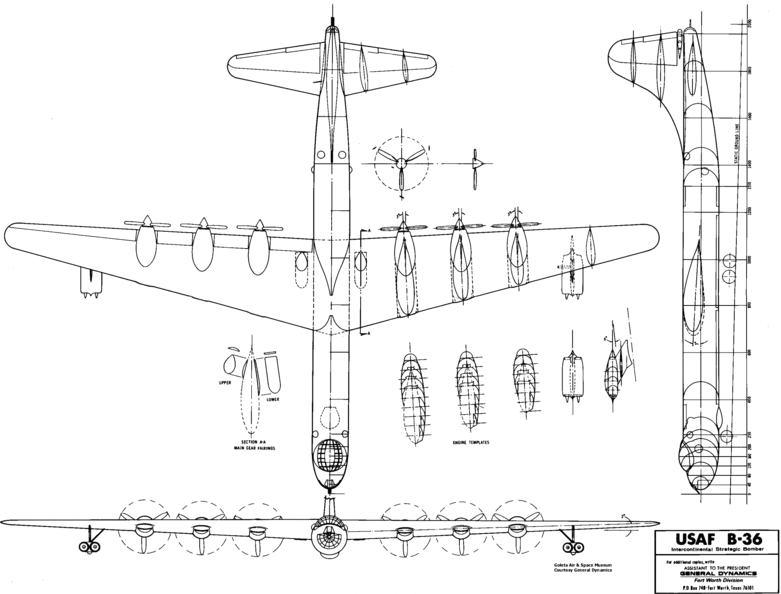
Схема B-36

- Профіль крила: NACA 63(420)-422 корінь крила, NACA 63(420)-517 кінцівка крила
- Маса:
  - порожнього літака: 63793 кг
  - нормальна злітна: 103282 кг
  - максимальна злітна: 148700 кг
- Тип двигуна: 6 ПД R-4360-41
- Потужність: 6x3500 к.с.
- Максимальна швидкість:  613 км/год
- Крейсерська швидкість:  325 км/год
- Практична дальність:  13156 км
- Бойовий радіус дії:  6020 км
- Максимальна скоропідйомність:  420 м/хв
- Практична стеля:  10500 м
- Екіпаж:  15 чол
- Озброєння: 
  - Гармати:  шістнадцять 20-мм М24А1
  - Бомби:  32660 кг — нормально, 39000 кг — максимально

## Короткий технічний опис B-36
В-36 — суцільнометалевий високоплан класичної схеми з однокільовим оперенням та шасі, що прибиралось. Екіпаж літака в далеких польотах досягав 18 осіб.

### Фюзеляж
Фюзеляж круглого поперечного перерізу діаметром 3,8 м і завдовжки 49,6 м. Конструктивно поділявся на 6 відсіків. Попереду знаходилася герметична кабіна екіпажу, за нею — негерметичний відсік гарматного озброєння, далі — бомбовий відсік завдовжки 21,1 м, за яким йшов хвостовий відсік озброєння в якому містилась кормова герметична кабіна стрільців і, нарешті, негерметичний хвостовий відсік.
Передня кабіна екіпажа двох'ярусна. На верхньому розташовувалися поруч робочі місця двох пілотів. За їх кріслами знаходилося робоче місце бортінженера (на деяких літаках — два), який сидів проти польоту і міг спостерігати за двигунами. Біля задньої стінки кабіни по бортах розташовувалися місця стрільців з блістерами і прицільними станціями. На нижньому ярусі були місця штурмана-бомбардира і носового стрільця, над якими розташовувалася негерметична вигородка для гарматної установки. Далі — робоче місце бортрадиста. Кабіна відділялася від середньої частини фюзеляжу плоскою герметичною перегородкою з двома люками.
Далі розташовувався бомбовий відсік, в якому між фермами і обшивкою фюзеляжу розміщувалися загальні системи і агрегати: балони з киснем, повітрям і водою, різні трубопроводи, кабельні мережі. Зовнішня обшивка відсіку виконувалася з магнієвих сплавів і тільки верхня частина — з дюралю. За бомбовим відсіком знаходився відсік кормових гарматних веж. Задня гермокабіна розміщувалася позаду відсіку гарматних веж. У ній на робочих місцях стрільців, що керували кормовими вежами, були змонтовані чотири блістери. При вимушеній посадці усі блістери можна було скинути, а прицільні станції відвести в боки. Крім того, в нижній частині кабіни розташовувався аварійний люк. Під час стоянки його можна було використати як вхідний. Окрім чотирьох прицільних станцій, в хвостовій кабіні розміщувався пост управління кормовою станцією радіолокації і хвостовою гарматною установкою. У підлозі кабіни передбачалася можливість установки фотоапарата для контролю за результатами бомбардування. Крім того, в кабіні знаходилися ліжка відпочинку членів екіпажу, холодильник, плитка для розігрівання їжі, умивальник і туалет. Згодом, в цілях полегшення літака, велику частину побутового устаткування зняли.
Хвостовой відсік літака мав наполовину монококону конструкцію і був негерметичним. До нього кріпилося оперення, а в самому кінці — хвостова гарматна установка. Основний матеріал хвостового відсіку — магнієві сплави.

### Крила
Крило — кесонного типу, дволонжеронне, з додатковою стінкою. Поперечний набір крила утворювали збірні фермові нервюри. Основний матеріал кесона — високоміцні алюмінієві сплави. Нижні панелі обшивки між крайніми і внутрішніми двигунами — знімаються для установки і обслуговування паливних баків. Коренева хорда крила 10,2 м, кінцева — 3,40 м, кут поперечного V +2, кут установки +3'. Профіль крила — ламінарний NACA 63.4-422A з відносною завтовшки 22 % біля кореня крила і NACA 65.4-517A з відносною завтовшки 17 % на кінцівці. Уздовж задньої кромки крила розташовувалися висувні однолонжеронні трисекційні закрилки з електричним приводом. Елерони з полотняною обшивкою були оснащені сервокомпенсаторами з 100 % ваговим балансуванням і внутрішньою аеродинамічною компенсацією.
На передній кромці крила розміщувалися повітрозабірники систем охолодження двигунів, маслорадіаторів, підготовки повітря для системи, що захищала від обледеніння та системи кондиціонування. У задній частині крила знаходився прохід для огляду двигунів у польоті.

### Шасі
Шасі літака — триопорне з носовою керованою опорою. Привід усіх стулок і гальм коліс був гідравлічним. Колеса на лівій і правій основних опорах могли пригальмовуватися окремо для полегшення маневрування на землі. У останній модифікації бомбардувальника B-36J, у зв'язку зі збільшеною злітною вагою, шасі посилили, але зовні воно не змінилося.

### Силова установка
Силова установка складалася з шести поршневих 28-циліндрових зіркоподібних двигунів повітряного охолодження Pratt & Whitney R-4360 Wasp Major. На В-36А встановлювалися мотори R-4360-25 злітною потужністю 3000 к.с. (2238 кВт). На B-36/B/D/E стояли R-4360-41, які розвивали при зльоті 3500 к.с.(2611 кВт). Ще досконаліші мотори R-4360-53 отримали модифікації B-36F/H/J. Їх злітна потужність склала 3800 к.с.(2835 кВт). Ця потужність була досягнута не тільки великим робочим об'ємом двигуна, що досягав 71,45 л, а й досить напруженим робочим режимом. Потрібно сказати, що тиск наддуву становив 1525 мм.рт.ст.(більше 2 атм) на злітному режимі і 1390 мм.рт.ст. на розрахунковій висоті 10650 м. Наддув створювали відцентровий нагнітач і два турбокомпрессори ВН-1, які забезпечували номінальну потужність двигуна 2650 к.с. і потужність на бойовому режимі 3000 к.с. до висоти 10650 м. Показником технічної досконалості двигуна Wasp Major є його питомі параметри: літрова потужність 37,1 к.с./л, питома маса 0,628 кг/к.с. і питома витрата палива на крейсерському режимі, що становила 195 г/(к.с.*год). Досить сказати, що питома витрата палива двигуна Райт R-3355-13, що встановлювався на Боїнг В-29, досягала 225 г/(к.с.*год). Мотори мали масу близько 1530 кг і робочу швидкість обертання валу — 2700 об/хв.

### Озброєння
В-36 мав найпотужніше артилерійське оборонне озброєння за всю історію авіації. Воно складалося з восьми спарених установок з гарматами Дженерал Електрик М24А-1 калібром 20 мм, скорострільністю 800 постр./хв з початковою швидкістю снаряда 732 м/с. Установки забезпечували сферичний обстріл. Вогнем кожної з них керував стрілець з окремої оптичної прицільної станції. Кормовою установкою керував стрілець-оператор РЛС.